# Hōkyōki
Hōkyōki (jap. 寶慶記; Zapiski z ery Hōkyō; chiń. Baoqing) – dzieło japońskiego mistrza zen Dōgena. Składają się na nie notatki z rozmów z jego mistrzem Rujingiem, najprawdopodobniej sporządzone w latach 1225–1227, podczas pobytu Dōgena w Chinach.

## Historia tekstu
Oryginalnym językiem zapisków był chiński. Przeznaczone były do użytku osobistego, nie do publikacji. Zostały odkryte i skopiowane wkrótce po śmierci Dōgena, w 1253, przez jego ucznia Ejō:

Przepisałem to w siedzibie przełożonego klasztoru Eihei-ji na górze Kichijō-zan w prowincji Etsu 10 dnia 12 miesiąca Młodszego Brata Wody i Wołu 5 roku ery Kenchō. Powyższy tekst znajdował się w papierach [mojego] zmarłego mistrza, starożytnego buddy. Zaczął go pisać, na pewno jednak są inne pozostałe [tego typu] dokumenty. Jaka szkoda, że nie ukończył [opisu] swych chwalebnych czynów. [Z mych oczu] płynie tysiąc dziesiątków tysięcy łez smutku.

Tytuł dzieła nawiązuje do czasu jego powstania: ery Baoqing (jap. Hōkyō) za panowania cesarza Lizonga z dynastii Song, czyli lat 1225–1227. Nie jest jednak pewne, czy oryginalne zapiski nosiły tytuł Hōkyōki. Najstarsza zachowana kopia nie ma w ogóle żadnego tytułu. W kronikach klasztoru Eihei-ji zachowała się jednak informacja, że własnoręcznie skopiowany egzemplarz Hōkyōki znajdował się w posiadaniu Kangana Giina (1217–1300), co oznacza, że tytuł ten funkcjonował już w XIII wieku.
Niektórzy badacze uważają, że Hōkyōki nie powstały podczas pobytu Dōgena w Chinach, lecz dopiero pod koniec jego życia i mówią więcej o poglądach samego Dōgena niż o nauczaniu Rujinga. Argumentem, który ma za tym przemawiać, są rozbieżności między obrazem Rujinga i jego poglądów w pismach Dōgena a tym, co wiemy na podstawie innych źródeł (o ile są autentyczne).

## Treść
Zbiór Hōkyōki otwiera list Dōgena do Rujinga z prośbą o nauczanie i odpowiedź mistrza. Następnie, w zależności od wydania, przedstawione są 42 lub 52 krótkie passusy zawierające jedno pytanie Dōgena i odpowiedź na nie Rujinga bądź też zapis indywidualnych pouczeń wygłaszanych przez Rujinga. Na końcu dołączone są dwa kolofony: dopisek Ejō na temat okoliczności odnalezienia i przepisania tekstu oraz dopisek Giuna (1253–1333), który zapoznał się z tekstem w 1299 roku.
Relacjonowane przez Dōgena poglądy Rujinga stanowią w znacznym stopniu polemikę z opiniami popularnymi w większości szkół chan w jego czasach:
- podział chan na pięć szkół, podważający jedność wszystkich form buddyzmu;
- odrębność zen wobec innych odmian buddyzmu;
- ścisłe oddzielanie praktyki zen od przekazu opartego na sutrach;
- „herezję naturalizmu”, afirmującą rzeczywistość bez jej przekształcania;
- skłonność niektórych szkół chan do lekceważenia zasady przyczynowości i prawa karmy.

Analizując treść Hōkyōki, współczesny autor Michio Takeuchi (ur. 1922) wskazuje, że około jednej trzeciej zapisków dotyczy doktryny, około jednej trzeciej praktyki zazen, zaś pozostałe głównie wskazań i rytuałów.